# Paiacus
Os Payakús são um povo indígena brasileiro, pertencentes à Nação Tarairiú, e que habitam os estados  do Rio Grande do Norte e Ceará. Também conhecidos como tapuias, habitavam a região compreendida entre o rio Açu, na Chapada do Apodi no Rio Grande do Norte e o baixo Jaguaribe no Ceará.
Os portugueses tentaram tanto intervenções militares como religiosas para vencê-los. O Forte Real de São Francisco Xavier da Ribeira do Jaguaribe (hoje a cidade de Russas, no Ceará), foi um exemplo de intervenção militar, e que não teve êxito. O agrupamento e aldeamento dos indígenas só ocorreu com as missões dos jesuítas.
Em 1707 eles foram aldeados e removidos de suas terras de origens com a ajuda dos jesuítas, para a Missão dos Paiacu (hoje Pacajus, no Ceará). Em 1761/1762 foram transferidos e aldeados em Portalegre, no Rio Grande do Norte. Com a expulsão dos jesuítas pelo Marquês de Pombal, estes se dispersaram e fugiram para suas terras de origem e, em 1765, foram mais uma vez agrupados e aldeados na vila de Monte-o-Novo (hoje Baturité, Ceará). Atualmente, os ´Payakús lutam pelo reconhecimento de suas terras na comunidade Paripueira, no município de Beberibe, no Ceará e também no município de Apodi, no Rio Grande do Norte, onde há o único museu indígena do RN, o Museu Indígena Luíza Kantofa idealizado pela Pajurípe Lúcia Payakú Tabajara.